# Sveti Petar Orehovec
Sveti Petar Orehovec es un municipio de Croacia en el condado de Koprivnica-Križevci.

## Geografía
Se encuentra a una altitud de 187 m s. n. m. a 63 km de la capital nacional, Zagreb.

## Demografía
En el censo 2011 el total de población del municipio fue de 4583 habitantes, distribuidos en las siguientes localidades:
- Bočkovec - 279
- Bogačevo - 84
- Bogačevo Riječko - 71
- Brdo Orehovečko - 40
- Brezje Miholečko - 151
- Brežani - 24
- Črnčevec - 159
- Dedina - 202
- Donji Fodrovec - 175
- Ferežani - 113
- Finčevec - 91
- Gorica Miholečka - 57
- Gornji Fodrovec - 172
- Gregurovec - 233
- Guščerovec - 177
- Hižanovec - 88
- Hrgovec - 22
- Kapela Ravenska - 85
- Kusijevec - 84
- Međa - 180
- Miholec - 363
- Mikovec - 65
- Mokrice Miholečke - 154
- Orehovec - 101
- Piškovec - 44
- Podvinje Miholečko - 51
- Rovci - 14
- Sela Ravenska - 70
- Selanec - 156
- Selnica Miholečka - 86
- Sveti Petar Orehovec - 279
- Šalamunovec - 47
- Vinarec - 170
- Voljavec Riječki - 29
- Vukovec - 101
- Zaistovec - 262
- Zamladinec - 104

| Gráfica de población de Sveti Petar Orehovec 1857-2011              |
|                                                                     |
| Según los censos de población de la oficina estadística de Croacia. |